# Cemal Kütahya
Cemal Kütahya (Konya, 6 dicembre 1990 – Antiochia, 6 febbraio 2023) è stato un pallamanista turco, che praticò anche la pallamano da spiaggia. 
Fu capitano della nazionale turca.

## Biografia

### Pallamano indoor
Giocò nel ruolo di terzino.
Venne tesserato per le squadre dell'Akdeniz Üniversitesi e del Yeditepe Özel Idaresi. Con il BB Ankaraspor, vinse la Supercoppa e la Coppa di Turchia nella stagione 2012-2013. A livello internazionale, partecipò con la squadra alla EHF Challenge Cup 2014/15, alla EHF Challenge Cup 2015/16 e alla EHF Cup 2016/17. Nel 2017 si è trasferì per due anni all'Antalyaspor, prima di unirsi all'al-Shamal SC in Qatar per la stagione 2019/20.
Tornò in Turchia nel 2020 per giocare per il Beykoz Belediyesi SK, con cui ha partecipò alla EHF European Cup 2020/21. Nella stagione 2021/22 si trasferì al CSU Suceava in Romania. Nell'estate del 2022 tornò all'Hatay Büyükşehir Belediyespor.
Fu capitanato la nazionale turca. Vinse la medaglia d'argento ai Giochi della solidarietà islamica di Konya 2021.

### Pallamano da spiaggia
Pratico la pallamano da spiaggia. Fu capocannoniere con 172 reti a Beachhandball Euro 2019 e 151 punti a Beachhandball Euro 2021.
Vinse la medaglia di bronzo con la nazionale turca ai Giochi del Mediterraneo sulla spiaggia di Pescara 2015.

### Morte
È deceduto ad Antiochia all'età di 32 anni, a seguito del crollo della residenza Rönesans, una torre di lusso di 12 piani in cui risiedeva, causato da due forti scosse di terremoto registrate nella notte fra il 5 e il 6 febbraio 2023. Dalle macerie sono stati estratti anche i corpi privi di vita della moglie incinta e il figlio di cinque anni. Il costruttore della residenza Rönesans è stato arrestato pochi giorni dopo l'evento calamitoso, mentre tentava di lasciare la Turchia per dirigersi in Montenegro.

## Palmarès
- Supercoppa di Turchia: 1 (2012-2013)
- Coppa di Turchia: 1 (2012-2013)
- Giochi della solidarietà islamica

Konya 2021: argento;
- Giochi del Mediterraneo sulla spiaggia

Pescara 2015: bronzo;